# Renaissance (альбом Бейонсе)
Renaissance — седьмой студийный альбом американской певицы Бейонсе, выход которого состоялся 29 июля 2022 года на лейблах Parkwood Entertainment и Columbia Records. Продюсерами альбома выступили Бейонсе, The-Dream и Трики Стюарт. Ведущий альбомный сингл «Break My Soul» спустя неделю после дебюта в июле 2022 года возглавил американский танцевальный хит-парад Billboard Hot Dance/Electronic Songs и достиг вершины главного чарта Billboard Hot 100.
Бейонсе задумала и записала Renaissance во время пандемии COVID-19, стремясь вызвать радость у слушателей, переживших изоляцию, и прославить клубную эпоху, когда маргинализированные люди искали выход через танцевальную музыку. В альбоме, где песни органично скомпонованы, как диджейский микс, смешаны стили чёрной танцевальной музыки 1970-х годов, такие как диско и хаус, и отдаётся дань уважения пионерам этих жанров. Лирическое содержание альбома исследует темы эскапизма, гедонизма, самоуверенности и самовыражения.
Альбом получил всеобщее признание музыкальных критиков за эклектичное, но целостное звучание, радостное настроение и вокальное исполнение Бейонсе. Самый высоко оцененный альбом 2022 года, он был назван лучшим альбомом года такими изданиями, как Los Angeles Times, The New York Times, NPR, Pitchfork и Rolling Stone, и получил девять номинаций на 65-й церемонии «Грэмми», включая альбом года, песню года и запись года. Renaissance получил четыре награды, в том числе одержав победу в категории «Лучший танцевальный / электронный альбом», сделав Бейонсе самой награждаемой «Грэмми» персоной в истории, а её проигрыш в категории «Альбом года» многие назвали «упущением».

## Об альбоме
В августе 2021 года, во время публикации обложки для Harper's Bazaar, Бейонсе рассказала, что работала над своим предстоящим седьмым студийным альбомом более одного года, заявив: «Со всеми ковидными изоляциями и протестными движениями за последний год, я думаю, мы все готовы бежать, путешествовать, любить и смеяться снова. Я чувствую зарождающийся ренессанс, и я хочу быть частью воспитания этого побега всеми возможными способами». Далее она объяснила, что время «тает» для неё во время создания студийного альбома. «Иногда у меня уходит год на то, чтобы лично перебрать тысячи звуков, чтобы найти нужное», — сказала она. «В одном припеве может быть до 200 сведенных гармоний». «И все же ничто не сравнится с тем количеством любви, страсти и исцеления, которое я чувствую в студии звукозаписи. Спустя 31 год это ощущение так же волнительно, как и тогда, когда мне было девять лет. Да, музыка идет!».
Бейонсе начала интриговать своими планами на новый альбом 7 июня 2022 года, удалив фотографию своего профиля со всех своих социальных сетей. Четыре дня спустя на главной странице официального сайта певицы появился текст «What is a B7?». Поклонники заметили, что на сайте также были размещены названия её предстоящих седьмого и восьмого студийных альбомов. 15 июня фонд Бейонсе BeyGood поделился коллажем из студийных альбомов, сделанных чернокожими артистами в своём аккаунте Twitter, чтобы продемонстрировать их мастерство и креативность в рамках празднования Месяца афроамериканской музыки. В коллаже также была неуказанная фотография руки, указывающей на седьмой студийный альбом Брэнди B7 (2020). Бейонсе официально объявила о выходе альбома и открыла предварительную продажу в виде приёма предзаказов на Renaissance на своем сайте и музыкальных цифровых потоковых платформах на следующий день. В альбом войдут 16 треков.
В рамках обзора обложек дисков Бейонсе для журнала British Vogue главный редактор Эдвард Эннинфул прослушал отрывки из Renaissance. Он высоко оценил услышанное, отметив сочетание в альбоме «парящего вокала и яростных ритмов» и описав альбом как «музыку, которую я люблю до глубины души. Музыка, которая заставляет вас подняться, которая обращает ваш разум к культурам и субкультурам, к нашим людям прошлого и настоящего, музыка, которая объединит столь многих на танцполе, музыка, которая трогает вашу душу».
20 июня 2022 года Бейонсе объявила, что ведущий сингл альбома «Break My Soul» будет выпущен в полночь 21 июня, что совпадает с летним солнцестоянием 2022 года. Однако песня появилась на музыкальном потоковом сервисе Tidal за несколько часов до этого, 20 июня, а позже на YouTube было выпущено лирическое видео.
«Break My Soul» спустя неделю после дебюта в июле 2022 года возглавил американский танцевальный хит-парад Hot Dance/Electronic Songs (Billboard). Он также стал 20-м сольным хитом Бейонсе в Топ-10 основного чарта Billboard Hot 100.
30 июня 2022 года Бейонсе опубликовала обложку альбома вместе с краткой заметкой в своих аккаунтах в социальных сетях. На обложке она сидит на «светящемся», «голографическом», «хрустальном коне» в «футуристическом бикини, похожем на сороконожку», что вызывает сравнение с конными образами леди Годивы и Бьянки Джаггер. Средства массовой информации сочли «ультрасексуальную, инкрустированную бриллиантами упряжь», разработанную Нуси Куэро, напоминающую хрустальный топ Бейонсе, который носила Бейонсе на обложке Dangerous in Love 2003 года, а её прическа и макияж напоминали тренды красоты 1970-х годов. Далее, обсуждая темы альбома и своё творческое намерение, она объяснила своё желание «создать безопасное место, место без осуждения. Место, свободное от перфекционизма и чрезмерных размышлений. Место, где можно кричать, освободиться, почувствовать свободу».

## Отзывы
| Совокупная оценка    | Совокупная оценка |
| Источник             | Оценка            |
| -------------------- | ----------------- |
| Metacritic           | 91/100            |
| Оценки критиков      |                   |
| Источник             | Оценка            |
| The Daily Telegraph  | [ 23 ]            |
| Exclaim!             | 10/10             |
| The Guardian         | [ 25 ]            |
| The Independent      | [ 26 ]            |
| The Line of Best Fit | 9/10              |
| NME                  | [ 28 ]            |
| Pitchfork            | 9.0/10            |
| PopMatters           | 7/10              |
| Rolling Stone        | [ 31 ]            |
| Slant                | [ 32 ]            |

После выхода Renaissance получил широкое признание и положительные отзывы критиков. На агрегаторе рецензий Metacritic альбом Renaissance получил 91 балл из 100 на основе 26 рецензий, что означает «всеобщее признание». На агрегаторе рецензий AnyDecentMusic? альбом получил оценку 8,6 из 10.
Дэвид Коббальд из The Line of Best Fit назвал Renaissance одним из лучших альбомов Бейонсе на сегодняшний день, отметив, что он отличается от её предыдущих работ. Коббальд похвалил альбом за то, что он отдаёт должно «недооцененным архитектоамр» музыки диско, хаус и фанка. Объявив Renaissance «абсолютно потрясающим произведением», Кайл Денис из Billboard высказал мнение, что альбом является самой инновационной работой Бейонсе, с его «внушающим благоговейный трепет» сочетанием жанров, экспериментальным звучанием и «самыми нюансированными вокальными выступлениями». В обзоре для Exclaim! Вернон Айику назвал Renaissance «современной классикой» и сделал акцент на «суперпродюсерах» Бейонсе за их «технические достижения в производстве и, казалось бы, легкие эксперименты».
Кейт Соломон из газеты i назвал альбом «ослепительной данью уважения андеграунду и недооцененной чёрной культуре» и танцевальной записью, призванной исцелить «боль и страдания» от пандемии COVID-19.
Мелисса Руджери из USA Today описала альбом как «танцевальный зал, посвященный гедонизму, сексу и, самое главное, самооценке». Уэсли Моррис из The New York Times отметил «галактический» вокал Бейонсе, его подачу и диапазон. Микаэль Вуд из Los Angeles Times назвал альбом «самой интеллектуальной записью года [и] самой глубокой», похвалив его ритмы, гармонию и вокал. Критик Pitchfork Джулианна Шепард назвала его «сложным, густо насыщенным ссылками альбомом», который заходит в танцевальную и клубную музыку более успешно, чем аналогичные проекты сверстников Бейонсе. Шахзаиб Хуссейн из журнала Clash назвал Renaissance самым раскованным и причудливым альбомом Бейонсе — «затяжной флекс; парад радости, эмоций, обкуренного глэма и излишеств».
Различные рецензенты считали, что альбом не является лучшей работой Бейонсе, но в то же время хвалили его. Тара Джоши из The Guardian похвалила его игривое лирическое содержание и целостное звучание, в котором использованы различные жанры. Джоши также заявила, что Renaissance не является лучшим альбомом Бейонсе, но «все же отвечает её либерационистским целям».
Уилл Дьюкс из Rolling Stone посчитал, что Renaissance не сильно отличается от Lemonade, но нашел Бейонсе в её наиболее привлекательном виде, «даря слушателям все гимны и знойные пощечины, которые мы любим». Маркус Шортер из Consequence написал, что Renaissance не является идеальным альбомом, но «чертовски близок к этому» с его «заразительными, но не подавляющими, элегантными, но не поверхностными» песнями. Джон Амен из PopMatters похвалил современный тон альбома, назвав его «литанией сэмплов, аллюзий и трибьютов», но почувствовал, что «в альбоме иногда больше стиля, чем сути». Критик Stereogum Джуми Акинфенва сказал, что хотя альбом имеет свои недостатки, он «гедонистический, эротический, экспериментальный и, в конечном счете, просто очень веселый».

## Награды и номинации
Renaissance получил девять номинаций на 65-й церемонии «Грэмми», включая Album of the Year, Song of the Year и Record of the Year. Это сделало Бейонсе самой номинированной артисткой премии Грэмми всех времён, сравнявшись с Jay-Z. Выиграв четыре статуэтки на церемонии, Бейонсе обошла венгерско-британского дирижёра Георга Шолти (31) и стала рекордсменом по количеству наград «Грэмми» за всю историю церемонии (32).
| Организация             | Год  | Награда                         | Результат | Ссылка |
| ----------------------- | ---- | ------------------------------- | --------- | ------ |
| American Music Awards   | 2022 | Favorite Pop Album              | Номинация | [ 46 ] |
| American Music Awards   | 2022 | Favorite R&B Album              | Победа    | [ 46 ] |
| Danish Music Awards     | 2022 | International Album of the Year | Номинация | [ 47 ] |
| People's Choice Awards  | 2022 | The Album of 2022               | Номинация | [ 48 ] |
| Soul Train Music Awards | 2022 | Album of the Year               | Победа    | [ 49 ] |
| Grammy Awards           | 2023 | Album of the Year               | Номинация | [ 50 ] |
| Grammy Awards           | 2023 | Best Dance/Electronic Album     | Победа    | [ 50 ] |
| NAACP Image Awards      | 2023 | Outstanding Album               | Победа    | [ 51 ] |
| Kids' Choice Awards     | 2023 | Favorite Album                  | Номинация | [ 52 ] |
| Urban Music Awards      | 2023 | Best Album                      | Номинация | [ 53 ] |

| Публикация           | Список                            | Ранг | Ссылка |
| -------------------- | --------------------------------- | ---- | ------ |
| The A.V. Club        | The 30 Best Albums of 2022        | 1    | [ 54 ] |
| Consequence          | Top 50 Albums of 2022             | 3    | [ 55 ] |
| Complex              | 50 Best Albums of 2022            | 4    | [ 56 ] |
| Entertainment Weekly | The 10 best albums of 2022        | 1    | [ 57 ] |
| Exclaim!             | Exclaim!'s 50 Best Albums of 2022 | 2    | [ 58 ] |
| Los Angeles Times    | The 20 Best Albums of 2022        | 1    | [ 59 ] |
| Loud and Quiet       | Albums of the Year 2022           | 11   | [ 60 ] |
| Mojo                 | Top 75 Albums of 2022             | 27   | [ 61 ] |
| The Economist        | The Best Albums of 2022           | N/A  | [ 62 ] |
| NPR                  | Best Albums of 2022               | 1    | [ 63 ] |
| The New York Times   | Best Albums of 2022               | 1    | [ 64 ] |
| Paste                | The Best Albums of 2022           | 8    | [ 65 ] |
| Pitchfork            | The 50 Best Albums of 2022        | 1    | [ 66 ] |
| Rolling Stone        | The 100 Best Albums of 2022       | 1    | [ 67 ] |
| The Quietus          | Quietus Albums of The Year 2022   | 66   | [ 68 ] |
| Slant                | The 50 Best Albums of 2022        | 2    | [ 69 ] |
| Time                 | The 10 Best Albums of 2022        | 3    | [ 70 ] |
| Uproxx               | The Best Albums of 2022           | N/A  | [ 71 ] |

## Коммерческий успех
В Великобритании ко второму дню релиза Renaissance превзошёл по продажам остальные пять самых продаваемых альбомов недели в Великобритании. Альбом дебютировал на первом месте британского хит-парада UK Albums Chart, став четвёртым сольным альбомо-чарттоппером Бейонсе и пятым в сумме, включая её участие в группе Destiny’s Child. Альбом также дебютировал под номером один в официальном чарте виниловых альбомов (Official Vinyl Albums Chart). В Австралии альбом дебютировал под номером один в Australian Albums Chart, став третьим подряд чарттоппером Бейонсе. В Ирландии Renaissance дебютировал на вершине чарта Irish Albums Chart, в то время как ведущий сингл «Break My Soul» также возглавил сингловый хит-парад Irish Singles Chart.

### США
В США в первые 4 дня было продано более 275000 альбомных эквивалентных единиц Renaissance, включая 175000 продаж альбома, из которых 25000 на виниловых пластинках (LP). 13 августа 2022 года Renaissance дебютировал на первом месте основного американского хит-парада Billboard 200 с тиражом 332000 альбомных эквивалентных единиц, став лучшим женским альбомом и вторым в целом по этому показателю за весь 2022 год на этот момент, после Harry’s House Гарри Стайлза. Из 332000 единиц на чистые продажи альбома пришлось 190000 копий; ещё 138000 это SEA-потоковые передачи (что равно 179,06 миллионам стрим-потоков треков по запросу), и 4000 TEA-единиц. Из 190000 копий продаж целого альбома: 121000 это компакт-диски (CD), плюс 43000 цифровых загрузок и 26000 виниловых пластинок (LP). При этом Бейонсе стала первой артисткой, чьи первые семь студийных альбомов дебютировали под номером один в Соединенных Штатах с момента создания чарта альбомов Billboard в 1945 году. Альбом также является первым альбомом женщины в 2022 году, занявшим первое место в чарте. Продажи Renaissance стали самой крупной неделей потокового вещания для альбома артистки в 2022 году по количеству полученных официальных стрим-потоков по запросу, с 179,06 миллионами, что является седьмым по величине дебютом потокового вещания среди всех альбомов в 2022 году и самой большой неделей потокового вещания в карьере Бейонсе. Что касается традиционных продаж альбомов, то Renaissance занимает третье место по объёму продаж альбомов за неделю в 2022 году, с тиражом 190000 чистых альбомных продаж, после Harry’s House (330000) и Proof группы BTS (266000). Кроме того, за неделю дебюта было продано 26000 виниловых пластинок, что стало самой большой неделей продаж женского R&B/хип-хоп альбома на виниле в современную эпоху с тех пор, как Luminate начала отслеживать продажи в 1991 году.

## Список треков
| №   | Название                                | Автор(ы) | Продюсер                                                                                       | Длительность |
| --- | --------------------------------------- | --- | ---------------------------------------------------------------------------------------------- | ------------ |
| 1.  | «I'm That Girl»                         | Бейонсе Ноулс Териус Нэш Kelman Duran Майк Дин Томми Райт III Andrea Summers                                                                                         | Бейонсе Duran Майк Дин [a] Symbolyc One [b] Jameil Aossey [b] Stuart White [b]                 | 3:28         |
| 2.  | «Cozy»                                  | Ноулс Nija Charles Хани Редмонд Кристофер Пенни Люк Соломон Дин Dave Giles II Nash Куртис Джонс                                                                      | Бейонсе Honey Dijon Chris Penny Solomon Dean [a]                                               | 3:30         |
| 3.  | «Alien Superstar»                       | Ноулс Redmond Пенни Соломон Дин Denisia Andrews Brittany Coney Шон Картер David Brown Dave Hamelin Тимоти Маккензи Danielle Balbuena Rami Yacoub Leven Kali          | Бейонсе Honey Dijon Penny Solomon The-Dream [a] Дин [a] Nova Wav [b]                           | 3:35         |
| 4.  | «Cuff It»                               | Ноулс Найл Роджерс Andrews Рафаэл Садик Coney Мортен Ристорп Nash Мэри Брокерт Allen McGrier                                                                         | Бейонсе Nova Wav Rissi [a] Садик [a] The-Dream [b]                                             | 3:45         |
| 5.  | «Energy» (при участии Beam)             | Ноулс Сонни Мур Tyshane Thompson Almando Cresso Jordan Douglas Tizita Makuria Andrews Coney Nash Brockert McGrier Фаррелл Уильямс Chad Hugo Adam Pigott Freddie Ross | Бейонсе Skrillex Al Cres BEAM Nova Wav [b]                                                     | 1:56         |
| 6.  | «Break My Soul»                         | Ноулс Нэш Кристофер Стюарт Carter Allen George Fred McFarlane Pigott Ross [ 80 ] [ 81 ]                                                                              | Бейонсе The-Dream Трики Стюарт Jens Christian Isaken [a]                                       | 4:38         |
| 7.  | «Church Girl»                           | Ноулс Nash Ernest Wilson Elbernita Clark Jimi Payton Dion Norman Derrick Ordogne Джеймс Браун Orville Hall Phillip Price Ralph MacDonald William Salter              | Бейонсе No I.D. The-Dream White [b]                                                            | 3:44         |
| 8.  | «Plastic off the Sofa»                  | Ноулс Sabrina Claudio Sydney Bennett Nick Green | Бейонсе Syd Kali [b]                                                                           | 4:14         |
| 9.  | «Virgo's Groove»                        | Ноулс Kali Solomon Cole Daniel Memmi Dustin Bowie Darius Scott Jocelyn Donald Jesse Wilson Andrews Coney                                                             | Бейонсе Kali The-Dream [b]                                                                     | 6:08         |
| 10. | «Move» (при участии Грейс Джонс и Tems) | Ноулс Richard Isong Ariowa Irosogie Andrews Coney Temilade Openiyi Ronald Banful                                                                                     | Бейонсе P2J GuiltyBeatz [a] MeLo-X [b] The-Dream [b] White [b]                                 | 3:23         |
| 11. | «Heated»                                | Ноулс Обри Грэм Мэтью Самуэльс Jahaan Sweet Rupert Thomas Jr. Sean Seaton Andrews Coney Ricky Lawson                                                                 | Бейонсе Neenyo Sevn Thomas Boi-1da Cadenza [a] Calev [b] Duran [b] White [b] Harry Edwards [b] | 4:20         |
| 12. | «Thique»                                | Ноулс Nash Чонси Холлис Boggs Julian Mason Jabbar Stevens Cherdericka Nichols                                                                                        | Бейонсе Hit-Boy LilJuMadeDaBeat [a] White [b] Ink [b]                                          | 4:04         |
| 13. | «All Up in Your Mind»                   | Ноулс Stevens Дин Nichols Майкл Такер Alexander Cook Jameil Aossey Larry Griffin Jr.                                                                                 | Бейонсе BAH BloodPop [a] A. G. Cook [a] Дин [a] Symbolyc One [a] Aossey [a] The-Dream [b]      | 2:49         |
| 14. | «America Has a Problem»                 | Ноулс Nash Дин Carter Andrell Rogers Tino Santron McIntosh | Бейонсе The-Dream Дин [a]                                                                      | 3:18         |
| 15. | «Pure/Honey»                            | Ноулс Tucker Садик Scott Michael Pollack Andrews Nash Coney Moi Renee Eric Snead Jerel Black VeJai Alston Michael D. Cox Andrew Richardson Count Maurice             | Бейонсе BloodPop Nova Wav Saadiq [b] The-Dream [b] White [b] Dean [b]                          | 4:48         |
| 16. | «Summer Renaissance»                    | Ноулс Kali Andrews Дин Coney Nash Boggs Coppin Diagne Lawson Донна Саммер Джорджо Мородер Пит Белотт                                                                 | Бейонсе Nova Wav Дин [a] The-Dream [b] Kali [b] Sol Was [b]                                    | 4:34         |

### Уточнения
- ↑  сопродюсер
- ↑  дополнительный продюсер
- «Break My Soul» семплирует песню «Explode», написанную и исполненную Big Freedia, с продюсированием Adam Piggot, и песню «Show Me Love[англ.]», написанную Allen George и Fred McFarlane и исполненную певицей Robin S.[англ.] в 1993 году[82][83].
- «Summer Renaissance» включает элементы и интнрполяции песни «I Feel Love», написанной Донной Саммер, Джорджо Мородером и Питом Белоттом и исполненную певицей Донной Саммер.

## Чарты
| Чарт (2022)                            | Высшая позиция |
| -------------------------------------- | -------------- |
| Австралия (ARIA)                       | 1              |
| Австрия (Ö3 Austria)                   | 2              |
| Бельгия/Фландрия (Ultratop)            | 1              |
| Бельгия/Валлония (Ultratop)            | 1              |
| Канада (Canadian Albums Chart)         | 1              |
| Чехия (ČNS IFPI)                       | 4              |
| Дания (Hitlisten)                      | 1              |
| Нидерланды (Album Top 100)             | 1              |
| Финляндия (Suomen virallinen lista)    | 3              |
| Франция (SNEP)                         | 1              |
| Германия (Offizielle Top 100)          | 2              |
| Венгрия (MAHASZ)                       | 13             |
| Ирландия (Irish Albums Chart)          | 1              |
| Италия (FIMI)                          | 2              |
| Япония (Digital Albums, Oricon)        | 9              |
| Япония (Hot Albums, Billboard Japan)   | 49             |
| Литва (AGATA)                          | 2              |
| Новая Зеландия (RMNZ)                  | 1              |
| Норвегия (VG-lista)                    | 3              |
| Польша (ZPAV)                          | 3              |
| Португалия (AFP)                       | 2              |
| Шотландия (Scottish Albums Chart)      | 1              |
| Швеция (Sverigetopplistan)             | 1              |
| Швейцария (Schweizer Hitparade)        | 3              |
| Великобритания (UK Albums Chart)       | 1              |
| США (Billboard 200)                    | 1              |
| США (Billboard Top R&B/Hip-Hop Albums) | 1              |

| Чарт (2022)                           | Позиция |
| ------------------------------------- | ------- |
| New Zealand Albums (RMNZ)             | 43      |
| Swiss Albums (Schweizer Hitparade)    | 35      |
| US Billboard 200                      | 21      |
| US Top R&B/Hip-Hop Albums (Billboard) | 11      |
| Top Albums Of 2022 (Genius)           | 8       |

## Сертификации и продажи
| Регион                                                                      | Сертификация  | Продажи   |
| --------------------------------------------------------------------------- | ------------- | --------- |
| Бразилия (ABPD)                                                             | 2× Платиновый | 80 000    |
| Канада (Music Canada)                                                       | Золотой       | 40 000    |
| Дания (IFPI Danmark)                                                        | Золотой       | 10 000    |
| Франция (SNEP)                                                              | Золотой       | 50 000    |
| Венгрия (Mahasz)                                                            | Золотой       | 2000      |
| Италия (FIMI)                                                               | Золотой       | 25 000    |
| Новая Зеландия (RMNZ)                                                       | Платиновый    | 15 000    |
| Польша (ZPAV)                                                               | Платиновый    | 20 000    |
| Великобритания (BPI)                                                        | Золотой       | 100 000   |
| США (RIAA)                                                                  | Платиновый    | 1 000 000 |
| Данные о продажах + прослушиваниях приведены только на основе сертификации. |               |           |

### Комментарии
1. ↑  The New York Times опубликовал три списка, составленных тремя музыкальными критиками. Renaissance занял первое место в списке Джона Парелеса, второе — в списке Линдси Золадз и пятое — в списке Джона Караманики.